# Kázmér Miklós (nyelvész)
Kázmér Miklós (Pozsony, 1921. december 4. – Budapest, 2009. május 31.) magyar nyelvész, az ELTE docense, egyetemi oktató.

## Élete
Pályáját a budapesti egyetem magyar nyelvészeti tanszékén, Pais Dezső mellett kezdte, akinek hagyatékát is gondozta. 1966-tól a nyelvtudományok kandidátusa.

## Elismerései
- 1992 Pais Dezső-díj
- 1994 Akadémiai Díj

## Művei
- 1957 Alsó-Szigetköz földrajzi nevei. MNyTK 95. Budapest.
- 1961 A magyar affrikátaszemlélet. Nyelvtudományi értekezések (27). Akadémiai Kiadó, Budapest.
- 1970 A "falu" a magyar helynevekben (XIII–XIX. század). Budapest.
- 1974 Magyar nyelvjárási olvasókönyv. Budapest. (társszerző)
- 1987 Tallózás nyelvünk történetében.
- 1993 Régi magyar családnevek szótára. XIV–XVII. század. Budapest.
- A magyar nyelvjárások atlasza. (társszerző)